# Krškany (powiat Levice)
Krškany – wieś (obec) na Słowacji położona w kraju nitrzańskim, w powiecie Levice. Pierwsze wzmianki o miejscowości pochodzą z roku 1242. 
Według danych z dnia 31 grudnia 2012, wieś zamieszkiwały 782 osoby, w tym 353 kobiety i 429 mężczyzn.
W 2001 roku rozkład populacji względem narodowości i przynależności etnicznej wyglądał następująco:
- Słowacy – 96,22%
- Czesi – 0,39%
- Węgrzy – 2,35%

Ze względu na wyznawaną religię struktura mieszkańców kształtowała się w 2001 roku następująco:
- Katolicy rzymscy – 76,92%
- Ewangelicy – 4,69%
- Ateiści – 3,65%
- Nie podano – 14,08%